# نوبویوکی ییدا
نوبویوکی ییدا (انگلیسی: Nobuyuki Iida؛ زادهٔ ۲۰ ژوئیهٔ ۱۹۴۵) بازیکن هندبال اهل ژاپن بود.